# Agromyza nigrella
Agromyza nigrella är en tvåvingeart som först beskrevs av Camillo Rondani 1874.  Agromyza nigrella ingår i släktet Agromyza och familjen minerarflugor. Arten är reproducerande i Sverige. Inga underarter finns listade i Catalogue of Life.